# Southern Professional Hockey League
Southern Professional Hockey League (česky: Jižní profesionální hokejová liga) je profesionální liga ledního hokeje v severní Americe. Založena byla v roce 2004 ve městě Huntersville v Severní Karolíně. Soutěže se účastní týmy z jihovýchodu a středozápadu Spojených států amerických.
Obhájcem titulu vítěze SPHL je tým Huntsville Havoc. Nejvíce vítězství v soutěži má na kontě tým Knoxville Ice Bears, který SPHL opanoval celkem čtyřikrát.

## Přehled finále soutěže
Zdroj: 
| Sezona    | Vítěz                               | Finálová série | Poražený finalista                    |
| --------- | ----------------------------------- | -------------- | ------------------------------------- |
| 2004/2005 | Columbus Cottonmouths (klub zanikl) | 2–0            | Macon Trax (klub zanikl)              |
| 2005/2006 | Knoxville Ice Bears                 | 3–1            | Florida Seals (klub zanikl)           |
| 2006/2007 | Fayetteville FireAntz               | 3–1            | Jacksonville Barracudas (klub zanikl) |
| 2007/2008 | Knoxville Ice Bears                 | 3–0            | Jacksonville Barracudas (klub zanikl) |
| 2008/2009 | Knoxville Ice Bears                 | 4–3            | Fayetteville FireAntz                 |
| 2009/2010 | Huntsville Havoc                    | 3–0            | Mississippi Surge (klub zanikl)       |
| 2010/2011 | Mississippi Surge (klub zanikl)     | 3–0            | Augusta RiverHawks (klub zanikl)      |
| 2011/2012 | Columbus Cottonmouths (klub zanikl) | 2–0            | Pensacola Ice Flyers                  |
| 2012/2013 | Pensacola Ice Flyers                | 2–1            | Huntsville Havoc                      |
| 2013/2014 | Pensacola Ice Flyers                | 2–0            | Columbus Cottonmouths (klub zanikl)   |
| 2014/2015 | Knoxville Ice Bears                 | 2–0            | Mississippi RiverKings (klub zanikl)  |
| 2015/2016 | Pensacola Ice Flyers                | 3–0            | Peoria Rivermen                       |
| 2016/2017 | Macon Mayhem                        | 2–0            | Peoria Rivermen                       |
| 2017/2018 | Huntsville Havoc                    | 2–1            | Peoria Rivermen                       |
| 2018/2019 |                                     |                |                                       |